# Равне-при-Шмартнем
Равне-при-Шмартнем (словен. Ravne pri Šmartnem) — поселення в общині Камник, Осреднєсловенський регіон, Словенія. Висота над рівнем моря: 763,8 м.